# Misje dyplomatyczne Czadu

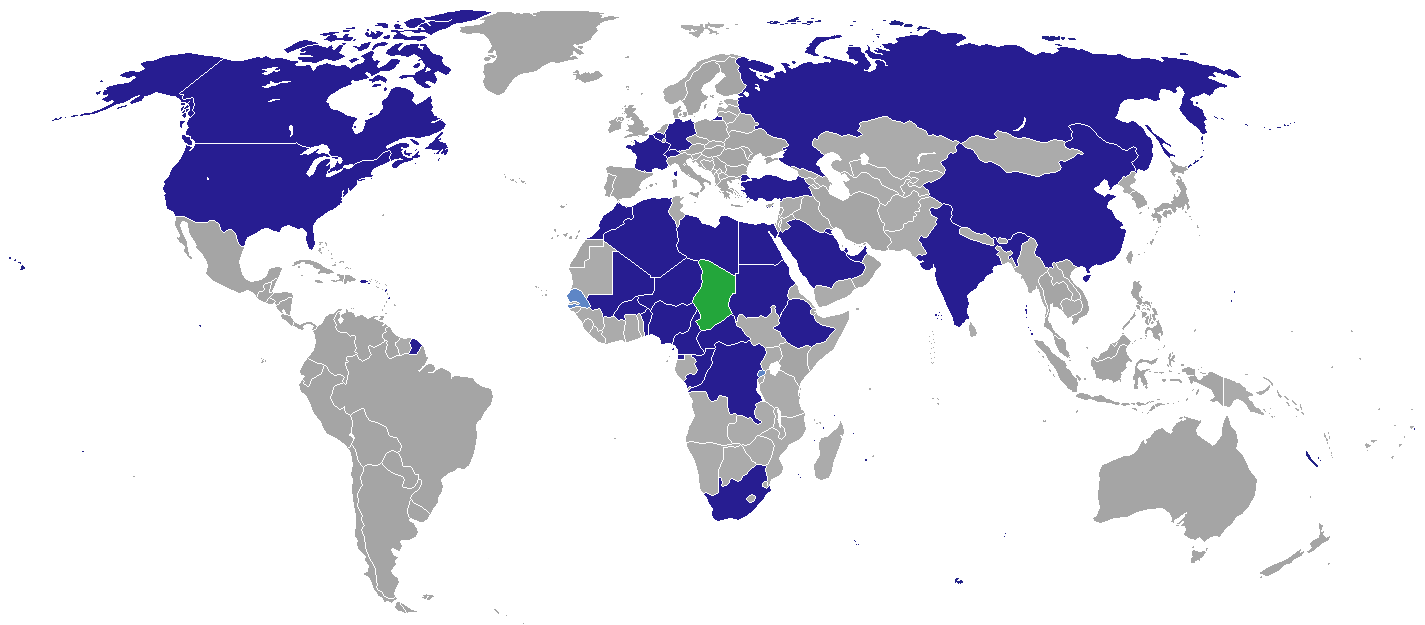
Kraje, w których Republika Czadu ma swoje przedstawicielstwa dyplomatyczne

Misje dyplomatyczne Czadu – przedstawicielstwa dyplomatyczne Republiki Czadu przy innych państwach i organizacjach międzynarodowych. Poniższa lista zawiera wykaz obecnych ambasad i konsulatów zawodowych. Nie uwzględniono konsulatów honorowych.

## Europa

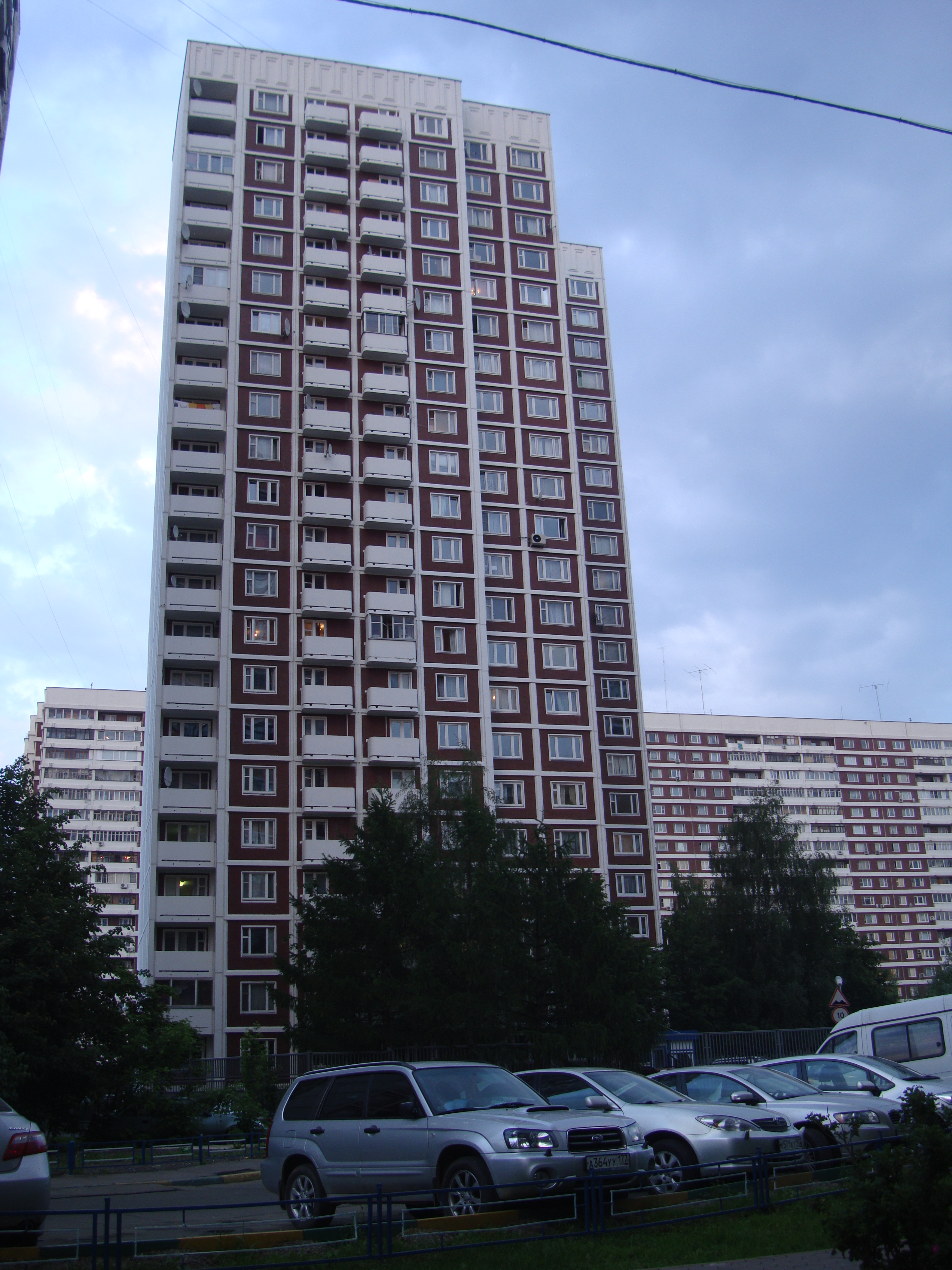
Ambasada Czadu w Moskwie

- Belgia
  - Bruksela (Ambasada)
- Francja
  - Paryż (Ambasada)
- Hiszpania
  - Barcelona (Ambasada)
- Niemcy
  - Bonn (Ambasada)
- Rosja
  - Moskwa (Ambasada)

## Ameryka Północna, Środkowa i Karaiby

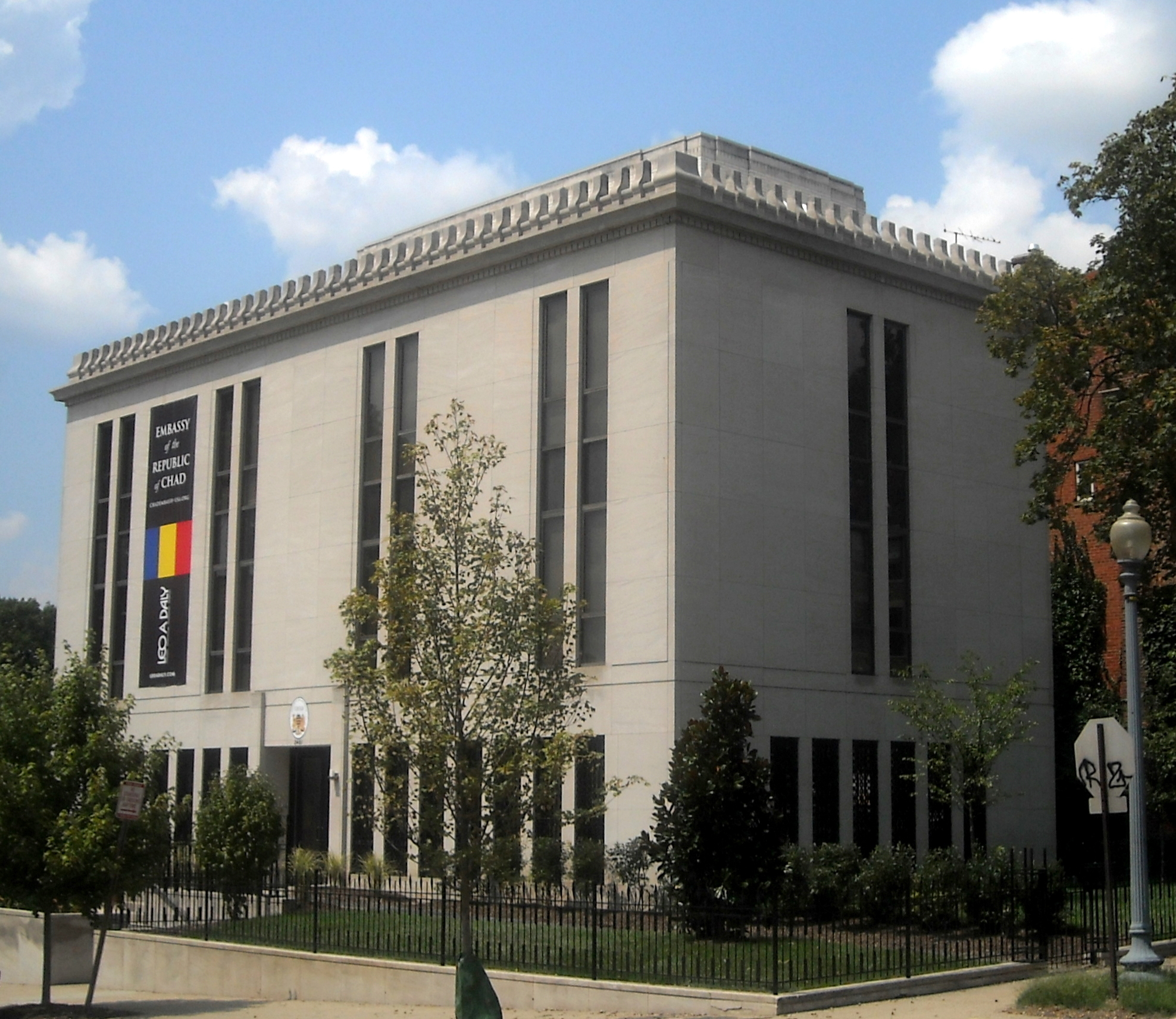
Ambasada Czadu w Waszyngtonie

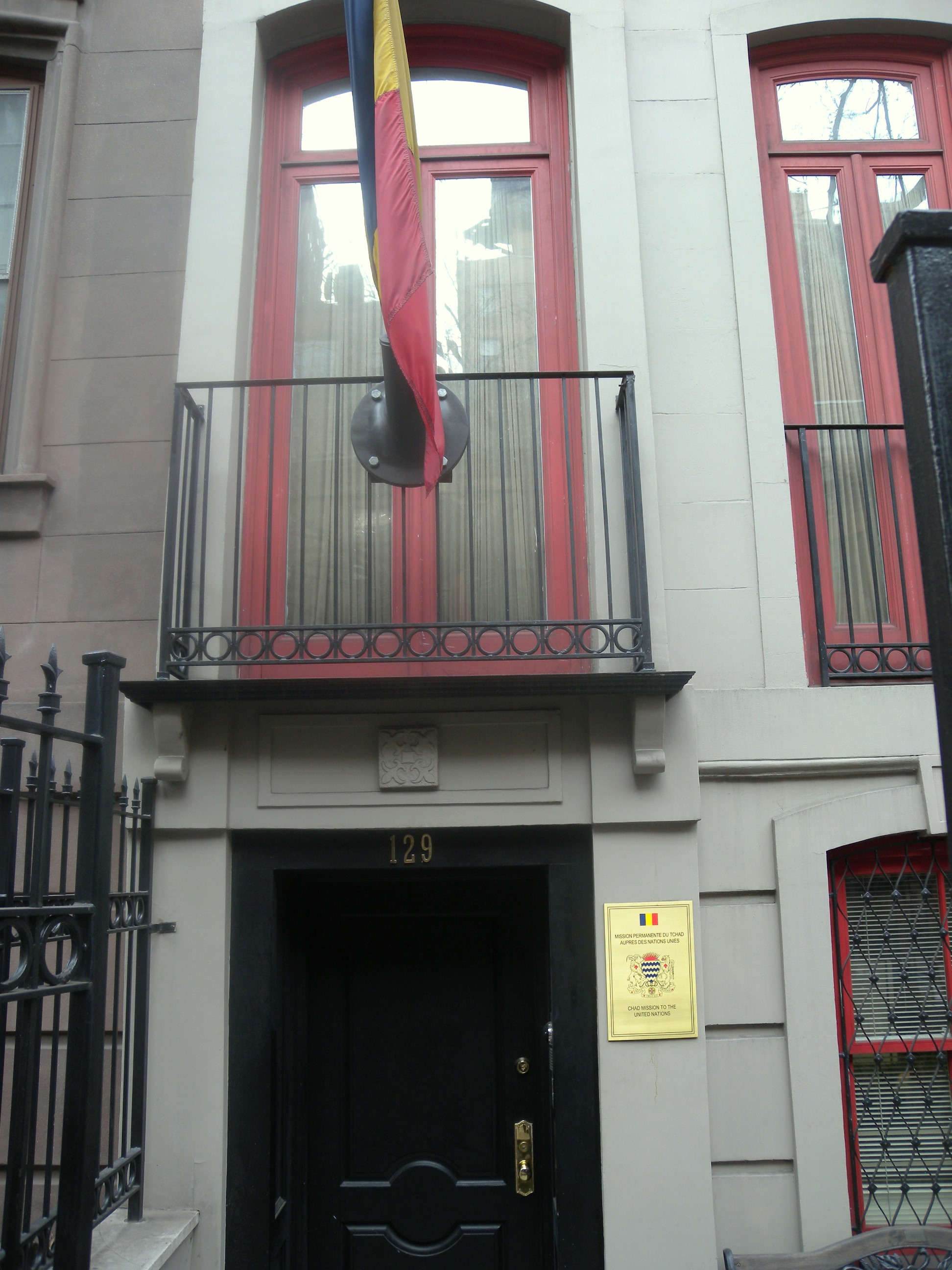
Stałe Przedstawicielstwo Czadu przy ONZ w Nowym Jorku

- Stany Zjednoczone
  - Waszyngton (Ambasada)

## Afryka
- Algieria
  - Algier (Ambasada)
- Benin
  - Kotonu (Ambasada)
- Burkina Faso
  - Wagadugu (Ambasada)
- Demokratyczna Republika Konga
  - Kinszasa (Ambasada)
- Egipt
  - Kair (Ambasada)
- Etiopia
  - Addis Abeba (Ambasada)
- Kamerun
  - Jaunde (Ambasada)
- Libia
  - Trypolis (Ambasada)
- Niger
  - Niamey (Ambasada)
- Nigeria
  - Abudża (Ambasada)
  - Maiduguri (Konsulat)
- Republika Środkowoafrykańska
  - Bangi (Ambasada)
- ZSRR
  - Chartum (Ambasada)
- Wybrzeże Kości Słoniowej
  - Abidżan (Ambasada)

## Azja
- Arabia Saudyjska
  - Rijad (Ambasada)
  - Dżudda (Konsulat)
- Chiny
  - Pekin (Ambasada)
- Irak
  - Bagdad (Ambasada)
- Japonia
  - Osaka (Ambasada)
- Jordania
  - Amman (Ambasada)
- Liban
  - Bejrut (Ambasada)

## Organizacje międzynarodowe
- Nowy Jork - Stałe Przedstawicielstwo przy Organizacji Narodów Zjednoczonych
- Genewa - Stałe Przedstawicielstwo przy Biurze Narodów Zjednoczonych i innych organizacjach
- Paryż - Stałe Przedstawicielstwo przy UNESCO
- Addis Abeba - Stałe Przedstawicielstwo przy Unii Afrykańskiej
- Bruksela - Misja przy Unii Europejskiej